# Dhimitër Vangjeli
Dimitri Kristo Vangjeli (8. září 1872 – 1. dubna 1957) byl albánský fotograf z vesnice Prodan v okrese Kolonjë . Díky své vášni pro fotografii, založil fotografickou laboratoř a studio, které podle zdrojů sahá do prvního desetiletí 20. století. S vášní a vizí fotografa a jako muže, který miloval svou práci, kterou si vybral, projel Vangjeli se svou fotografickou kamerou všechny vesnice okresu Kolonjë a stal se osobou známou a milovanou svými současníky. Jako putovní fotograf je jedním z mála, který se zaměřil na život téměř všech vesnic se všemi životními cykly, od narození, křtu, manželství až po pohřební obřady. Jeho fotografie jsou přesným odrazem života lidí v okresu Kolonjë v první polovině 20. století.